# 蘇曼·波克雷爾
蘇曼·波克雷爾（1967年9月21日—）是尼泊爾詩人、作詞家、劇作家、翻譯家和藝術家。他的詩作已被尼泊爾和印度的大學列入教學大綱。
波克雷爾是唯一兩度獲得南盟文學獎的作家，分別於2013年和2015年獲此殊榮。他還獲得過多項國內外文學獎項，包括「沙魯克國際文學獎」和「亞洲勵志詩人獎」。

## 作品
1999年，蘇曼·波克雷爾出版了他的首部尼泊爾語詩集《虛空心臟的跳動》。隨後，他於2003年發表《千眼凝視》，並於2009年推出《生命的碎片》，該書在2018年再版。2016年，他再出版兩部作品：《美的旋律》收錄其創作的抒情詩，《生命令我痛苦》則為加扎勒詩集。
波克雷爾於1999年錄製了歌曲《今日這黑暗》，此後還創作了多首歌曲，包括《大地比天空更遠》、《你與我在此蜜月》、《白晝未至》、《瘋狂綻放如花》、《多少甜蜜多少痛》等，由貝德尼迪·鮑德爾譜曲。2017年和2019年分別發行了收錄其作詞歌曲的專輯《內心何處》和《這是怎麼了？》。
2016年，波克雷爾根據梵語史詩摩訶婆羅多創作劇本《雅賈娜瑟妮》，該劇在美國德州達拉斯的歐文市首演。2019年作品《未被聽見的懇求》由他作詞，蘇達·拉古拉曼作曲並演唱，尼哈·蒙達爾·查克拉瓦蒂舞台演出，2018年於紐約首演後錄製成輯。
蘇曼·波克雷爾的詩作經多位翻譯家（包括他本人）譯為多國語言，見載於國際知名選集與文學刊物。其詩作譯本涵蓋阿拉伯語、阿薩姆語、孟加拉語、英語、法語、格魯吉亞語、德語、印地語、意大利語、邁蒂利語、奧里亞語、波斯語、俄語、梵語、西班牙語及越南語，使他獲得廣泛讀者與國際認可。
作為翻譯家，波克雷爾將全球多位作家的作品譯為尼泊爾語。他將威廉·莎士比亞劇作《暴風雨》譯為尼泊爾語《暴風雨》，2018年由尼泊爾學院出版。他翻譯的詩人包括安娜·阿赫瑪托娃、安娜·斯維爾、艾倫·金斯堡、德爾米拉·阿古斯蒂尼、芙露格·法羅赫扎德、加夫列拉·米斯特拉爾、雅克·普雷維爾、馬哈茂德·達爾維什、娜齊克·梅拉伊卡、 納齊姆·希克梅特、 尼扎爾·卡巴尼、 奧克塔維奧·帕斯、 巴勃羅·聶魯達、耶胡達·阿米亥與西爾維婭·普拉斯，這些譯作收錄於尼泊爾語詩選《心儀詩選》。他還翻譯了五十一位卡納達語詩人的作品，包括庫文普、G·S·希瓦魯德拉帕、D·R·本德雷等，輯為《永恆之聲》。其他重要譯作包括費茲·阿哈默德·費茲、 薩希爾·盧迪安維、阿塔爾·比哈里·瓦傑帕伊、蘭斯頓·休斯、瑪雅·安傑盧、古爾扎爾與烏代·普拉卡什等。當代作家如阿吉特·庫爾、因迪拉·丹吉、 希瑪·卡爾巴西、安娜米卡、阿齊塔·加赫雷曼與埃萊娜·卡爾多納的尼泊爾語譯本亦出自他手。其譯作被視為尼泊爾文學翻譯的典範。
波克雷爾還將尼泊爾語作家如拉克希米·普拉薩德·德夫科塔、戈帕爾·普拉薩德·里馬爾、布比·謝爾錢、伊什瓦爾·巴拉夫、阿比·蘇貝迪等作品譯為英語、印地語及烏爾都語。
2019至2022年間，他與比拉德訥格爾的阿羅漢古魯庫合作執導詩歌系列節目《詩之階》，特邀拜拉吉·凱拉、圖拉西·迪瓦薩等尼泊爾著名詩人參與。

### 詩集
- 《虛空心臟的跳動》（Shoonya Mutuko Dhadkanbhitra）[20]
- 《千眼凝視》（Hazaar Aankhaa Yee Aankhaamaa）[20]
- 《生命的碎片》（Jeevanko Chheubaata）[18]
- 《生命令我痛苦》（Malai Zindagi Nai Dukhdachha）[20]
- 《美的旋律》（Soundryako Sangeet）[20]
- 《如是畫境：如是詩篇》（Itthamvidha Chitra : Itthamvidha Kavita）[10]

### 劇本
- 《雅賈娜瑟妮》（Yajnaseni）[10]

### 翻譯作品
- 《暴風雨》（Aandhibehari，譯自莎士比亞《暴風雨》）[10]
- 《心儀詩選》（Manpareka Kehi Kavita）[10]
- 《一零一》（One Zero One）[20]
- 《印度永恆之聲》（Bharat Shashwat Aawaz）[10]

## 外部連結
- 蘇曼·波克雷爾的Facebook專頁
- 蘇曼·波克雷爾官方網站